# Cúp quốc gia Scotland 1935–36
Cúp quốc gia Scotland 1935–36 là mùa giải thứ 58 của giải đấu bóng đá loại trực tiếp uy tín nhất Scotland. Chức vô địch thuộc về Rangers khi đánh bại Third Lanark trong trận Chung kết.

## Vòng Một
Các trận đấu diễn ra ngày 25 tháng 1 năm 1936.
| Đội nhà              | Tỉ số  | Đội khách          |
| -------------------- | ------ | ------------------ |
| Aberdeen             | 4 – 0  | Kings Park         |
| Albion               | 7 – 0  | Wigtown & Bladnoch |
| Arbroath             | 1 – 3  | Motherwell         |
| Ayr United           | 2 – 3  | St Mirren          |
| Bo'ness              | 1 – 3  | Airdrie            |
| Burntisland Shipyard | 2 – 2  | Dumbarton          |
| Clyde                | 2 – 1  | Forfar Athletic    |
| Dundee               | 6 – 0  | Babcock & Wilcox   |
| Dundee United        | 2 – 2  | Alloa              |
| Dunfermline          | 6 – 2  | Brechin            |
| East Stirlingshire   | 2 – 5  | Kilmarnock         |
| Edinburgh City       | 2 – 3  | Cowdenbeath        |
| Elgin City           | 2 – 2  | Chirnside United   |
| Galston              | 5 – 3  | Stranraer          |
| King's Park          | 6 – 1  | Wick Academy       |
| Leith Athletic       | 3 – 3  | Buckie Thistle     |
| Montrose             | 0 – 2  | Falkirk            |
| Morton               | 11 – 1 | Blairgowrie        |
| Peebles Rovers       | 3 – 3  | Dalbeattie Star    |
| Queen of the South   | 2 – 0  | Partick Thistle    |
| Raith Rovers         | 2 – 4  | St Johnstone       |
| Rangers              | 3– 1   | East Fife          |
| Ross County          | 0 – 5  | St Bernard's       |
| Stenhousemuir        | 1 – 0  | Queen's Park       |
| Third Lanark         | 2 – 0  | Hearts             |
| Vale Ocuba           | 1 – 3  | Hibernian          |

Berwick Rangers bốc thăm đấu với Celtic nhưng lo ngại rằng họ không có đầy đủ một đội bóng và khả năng là điều kiện di chuyển khó khăn nên đội quyết định bỏ cuộc và nhận khoản đền bù 120 bảng Anh từ Celtic. Ngoài ra, một trận giao hữu giữa hai đội diễn ra ở Parkhead ngày 28 tháng Ba với chiến thắng 6-0 cho Celtic.

### Đá lại
Các trận đấu diễn ra giữa 29 tháng Một và 5 tháng 2 năm 1936.
| Đội nhà          | Tỉ số | Đội khách            |
| ---------------- | ----- | -------------------- |
| Alloa            | 1 – 1 | Dundee United        |
| Buckie Thistle   | 1 – 2 | Leith Athletic       |
| Chirnside United | 3 – 4 | Elgin City           |
| Dalbeattie Star  | 1 – 0 | Peebles Rovers       |
| Dumbarton        | 4 – 2 | Burntisland Shipyard |

### Đá lại lần 2
Trận đấu diễn ra ngày 3 tháng 2 năm 1936.
| Đội nhà       | Tỉ số | Đội khách |
| ------------- | ----- | --------- |
| Dundee United | 2 – 1 | Alloa     |

## Vòng Hai
Các trận đấu diễn ra ngày 8 tháng 2 năm 1936.
| Đội nhà         | Tỉ số | Đội khách          |
| --------------- | ----- | ------------------ |
| Aberdeen        | 6 – 0 | Kings Park         |
| Albion          | 1 – 3 | Rangers            |
| Celtic          | 1 – 2 | St Johnstone       |
| Clyde           | 4 – 1 | Hibernian          |
| Cowdenbeath     | 5 – 3 | Dundee United      |
| Dalbeattie Star | 0 – 1 | St Mirren          |
| Dundee          | 2 – 1 | Airdrie            |
| Dunfermline     | 5 – 2 | Galston            |
| Elgin           | 0 – 3 | Queen of the South |
| Falkirk         | 1 – 1 | Kilmarnock         |
| Morton          | 3 – 0 | Stenhousemuir      |
| Motherwell      | 3 – 0 | St Bernard's       |
| Third Lanark    | 2 – 0 | Leith Athletic     |

### Đá lại
Trận đấu diễn ra ngày 12 tháng 2 năm 1936.
| Đội nhà    | Tỉ số | Đội khách |
| ---------- | ----- | --------- |
| Kilmarnock | 1 – 2 | Falkirk   |

## Vòng Ba
Các trận đấu diễn ra ngày 22 tháng 2 năm 1936.
| Đội nhà      | Tỉ số | Đội khách          |
| ------------ | ----- | ------------------ |
| Aberdeen     | 1 – 1 | St Johnstone       |
| Clyde        | 1 – 1 | Dundee             |
| Cowdenbeath  | 1 – 3 | Motherwell         |
| Morton       | 2 – 0 | Queen of the South |
| St Mirren    | 1 – 2 | Rangers            |
| Third Lanark | 8 – 0 | Dumbarton          |

### Đá lại
Các trận đấu diễn ra ngày 26 tháng 2 năm 1936.
| Đội nhà      | Tỉ số | Đội khách |
| ------------ | ----- | --------- |
| Dundee       | 0 – 3 | Clyde     |
| St Johnstone | 0 – 1 | Aberdeen  |

## Tứ kết
Các trận đấu diễn ra ngày 7 tháng 3 năm 1936.
| Đội nhà  | Tỉ số | Đội khách    |
| -------- | ----- | ------------ |
| Aberdeen | 0 – 1 | Rangers      |
| Clyde    | 3 – 2 | Motherwell   |
| Falkirk  | 5 – 0 | Dunfermline  |
| Morton   | 3 – 5 | Third Lanark |

## Bán kết
| Rangers                           | v | Clyde |
| --------------------------------- | - | ----- |
| David Meiklejohn Bob McPhail Main |   |       |

| Third Lanark | v | Falkirk |
| ------------ | - | ------- |
|              |   |         |

## Chung kết
| Rangers     | v | Third Lanark |
| ----------- | - | ------------ |
| Bob McPhail |   |              |